# Гудвін – Норт-Ранкін
Гудвін – Норт-Ранкін – ошфорний газопровід у Індійському океані біля західного узбережжя Австралії, що є частиною газозбірної мережі газопереробного заводу Каррата.
В 1995 році почалась розробка газового родовища Гудвін, що знаходиться в районі з глибиною моря 131 метр. Для видачі його продукції проклали трубопровід довжиною 23 кілометра та діаметром 750 мм, який підключили до газопроводу Норт-Ранкін – Каррата в районі родовища Норт-Ранкін, що лежить в районі з глибиною моря 125 метрів.
В подальшому через Гудвін підключили інші газові родовища району, як то:
- на початку 2000-х ввели в дію родовища Ехо та Йодел (Yodel), що знаходяться в районі з глибиною моря 140 метрів. Від них проклали газопровід довжиною 23 кілометра та діаметром 300 мм, роботи зі спорудження якого виконало трубоукладальне судно «Apache»;
- у 2010-му проклали трубопровід завдовжки 24 кілометра та діаметром 400 мм від родовища Персей, який спорудило трубоукладальне судно «Lorelay»;
- в першій половині 2010-х в межах проекту Greater Western Flank 1 (GWF-1) ввели в дію родовища Tidepole та Goodwyn GH, що під’єднали за допомогою газопроводу довжиною 16 кілометрів та діаметром 400 мм. Роботи провело трубоукладальне судно «G1201»;
- в 2018-му почалась видача продукції проекту Greater Western Flank 2 (GWF-2), да якого відносились родовища Леді-Нора, Пембертон, Скульптор, Ранкін та інші. Для цього трубоукладальне судно «DLV 2000» спорудило газопровід довжиною 35 кілометрів та діаметром 400 мм, що починається в районі Леді-Нора/Пембертон на глибині 80 метрів.